# Обер, Луи
Луи Обер (фр. Louis Aubert; 19 февраля 1877 — 9 января 1968) — французский композитор, пианист, певец и музыкальный критик.

## Биография
Родился 19 февраля 1877 года в Параме (близ Сен-Мало). Начальное музыкальное образование получил от отца. Луи был вундеркиндом, хорошо пел, из-за чего родители послали его в Париж. Музыкальное образование получил в Парижской консерватории у Луи Дьемера (по классу фортепиано), Александра Лавиньяка (по классу гармонии), Поля Видаля и Габриэля Форе (по классу композиции).
Обер стал популярным благодаря своим произведениям для театра и кино. Также выступал как пианист и певец. В своём творчестве близок к музыкальному импрессионизму, использовал испанские темы и мотивы. Был сотрудником Французского радио. Преподавал в Парижской консерватории. Среди его учеников был Анри Барро. Был избран членом Академии изящных искусств. Скончался 9 января 1968 года в Париже.

## Произведения (выборка)

#### Балеты
- «Мумия» (1903, Париж)
- «Хризатемис» (1904, Виши)
- «Чарующая ночь» (1922, Париж)
- «Кинематограф» (1953, Париж)

#### Сочинения для оркестра
- «Хабанера» (Симфонические поэмы , 1919)
- «Дриада» (1924)
- «Листок из образов» (симфоническая сюита, 1930)
- «Приношение» (1947)
- «Могила Шатобриана» (1948)

#### Оркестровые произведения
- «Фантазия» для фортепиано с оркестром (1899)
- «Кровавая легенда» (для чтеца, хора и оркестра, 1902)
- «Каприччио» (для скрипки с оркестром, 1925)
- «Рождественская пастораль» для фортепиано с оркестром (1927)

#### Другие произведения
- Фортепианные пьесы
- Короткая сюита для 2 фортепиано (1900)
- Опера «Голубой лес» (1913, Женева; 1924, театр «Опера-комик», Париж)
- Импровизация для 2 гитар (1960)

и др.

## Литературные сочинения
- L’orchestre (совм. с М. Ландовски, 1951, 1960)
- Notice sur la vie et les travaux de G. Charpentier (1956)